# Величко, Данил Наумович
Дани́л Нау́мович Вели́чко (13 декабря 1893, Брестский уезд, Гродненская губерния, Российская империя — 14 мая 1967, село Алексеевка, Баян-Аульский район, Павлодарская область, Казахская ССР) — старший табунщик колхоза «Заря» Баян-Аульского района Павлодарской области, Казахская ССР. Герой Социалистического Труда (1948).

## Биография
Родился в 1893 году в крестьянской семье в одном из сельских населённых пунктов Брестского уезда. В 1906 году вместе с родителями переехал в село Алексеевка Павлодарского уезда Семипалатинской области. Участвовал в Первой мировой и Гражданской войнах. В 1919—1921 годах служил в Красной Армии. С 1931 года — табунщик местной сельскохозяйственной артели, которая позднее была преобразована в колхоз «Заря» (в последующем — совхоз «Алексеевский») Баян-Аульского района.
В 1947 году вырастил 80 жеребят от 80 кобыл. Указом Президиума Верховного Совета СССР от 23 июля 1948 года удостоен звания Героя Социалистического Труда за «получение высокой продуктивности животноводства в 1947 году» с вручением ордена Ленина и золотой медали «Серп и Молот» (№ 2621).
За выдающиеся трудовые достижения в 1949 году был награждён вторым Орденом Ленина.
С августа 1951 года по состоянию здоровья перешёл на работу скотником. Трудился в колхозе до выхода на пенсию. Проживал в селе Алексеевка (село — Кудынколь) Баянкульского района. Умер в мае 1967 года.
Награды
- Герой Социалистического Труда
- Орден Ленина — дважды (1948; 09.10.1949)
- Медаль «За доблестный труд в Великой Отечественной войне 1941—1945 гг.» (09.05.1945)